# Deuteragenia
Deuteragenia  (лат.) — род дорожных ос (Pompilidae).

## Описание
Длина тела самцов 3,3—10 мм, самок 4,3—16 мм. Нотаули (2 бороздки на мезонотуме, сходящиеся кзади) отсутствуют у обоих полов. Наличник желтый с черным срединным пятном. Передние крылья имеют три радиомедиальные ячейки.
Усики у самцов и самок не укороченные и неутолщенные. Мезосома самок обычного строения, отношение ширины головы к наибольшей ширине пронотума равно 1,3 и менее. Пронотум не удлинен, его длина 0.3 его ширины. Югальная лопасть заднего крыла не укорочена, её длина более 0,3 от ширины субмедиальной ячейки заднего крыла (M+Cu2). Самцы с двузубыми мандибулами.

## Ареал
Распространен всесветное, за исключением Австралии. Более 50 видов. В Европе известно 7 видов, в России 9, Дальнем Востоке России 8 видов.

## Биология
Самки занимают уже готовые полости в сухой древесине либо полых стеблях трав, преимущественно тростника, где устраивают особые ячейки, помещая туда заранее заготовленного для личинок паука, на которого и откладывают яйцо. Охотятся на пауков из семейств Segestriidae, Dysderidae, Oxyopidae, Agelenidae, Amaurobiidae, Clubionidae, Gnaphosidae, Thomisidae, Salticidae.

## Список видов
Более 50 видов, ранее включавшихся в состав рода Dipogon. Включён в состав трибы Deuterageniini.
- Deuteragenia albiclypeata
- Deuteragenia bifasciata
- Deuteragenia bokhaica
- Deuteragenia immarginata
- Deuteragenia lehri
- Deuteragenia nipponica
- Deuteragenia ossarium
- Deuteragenia romankovae
- Deuteragenia vechti
- Другие виды